# Youssoupha Fall
Youssoupha Birima Fall (Dakar, 12 gennaio 1995) è un cestista senegalese con cittadinanza francese.

## Statistiche

### Eurolega
| Anno      | Squadra        | PG  | PT  | MP   | TC%  | 3P% | TL%  | RP  | AP  | PRP | SP  | PP  |
| --------- | -------------- | --- | --- | ---- | ---- | --- | ---- | --- | --- | --- | --- | --- |
| 2019-2020 | Saski Baskonia | 28  | 6   | 13,6 | 61,5 | -   | 45,2 | 4,8 | 0,1 | 0,2 | 0,6 | 5,8 |
| 2020-2021 | Saski Baskonia | 32  | 16  | 11,7 | 62,8 | -   | 75,7 | 3,2 | 0,5 | 0,5 | 0,7 | 7,0 |
| 2021-2022 | ASVEL          | 28  | 9   | 12,6 | 70,5 | -   | 72,5 | 3,6 | 0,1 | 0,3 | 0,1 | 5,8 |
| 2022-2023 | ASVEL          | 34  | 27  | 19,9 | 68,5 | -   | 69,7 | 6,1 | 0,3 | 0,3 | 0,3 | 9,3 |
| 2023-2024 | ASVEL          | 31  | 29  | 19,7 | 61,3 | -   | 59,2 | 6,6 | 0,3 | 0,3 | 0,6 | 8,8 |
| 2024-2025 | Barcellona     | 29  | 18  | 10,4 | 70,1 | -   | 66,7 | 3,3 | 0,0 | 0,1 | 0,2 | 4,4 |
| Carriera  | Carriera       | 182 | 105 | 14,8 | 65,2 | -   | 64,7 | 4,7 | 0,2 | 0,3 | 0,4 | 7,0 |

## Palmarès
- Campionato francese: 2

Le Mans: 2017-2018
ASVEL: 2021-2022
- Campionato spagnolo: 1

Saski Baskonia: 2019-2020
- Coppa di Francia: 1

Le Mans: 2015-2016
- Leaders Cup: 2

Strasburgo: 2019
ASVEL: 2023